# École Lémania
L'École Lémania est une école privée située à Lausanne.

## Histoire
L'École Lémania a été fondée en 1908 à Lausanne par Paul Du Pasquier. Ayant dû abandonner le métier d'arboriculteur à cause d'un rhumatisme articulaire aigu, celui-ci reprit les études, fut premier à l'épreuve de baccalauréat pour le gymnase de Neuchâtel.
Le groupe Lémania est resté une entreprise gérée par la famille Du Pasquier. Jean et Eric du Pasquier prennent la succession de leur père en 1958 puis, en 1986, Jean-Pierre Du Pasquier, petit-fils du fondateur, devient directeur général. Sous sa direction, de nouveaux développements sont mis en place et un groupe d'écoles est créé.
Les premiers locaux de l'école se situaient au n°5 de l'avenue de la Harpe. L'école permettait à des jeunes gens ayant une vocation tardive pour les études de préparer une maturité fédérale en un temps réduit par rapport aux trois années habituelles de gymnase.
En 1913, un premier bâtiment fut construit au chemin de Préville à Lausanne. Ce bâtiment abrite encore aujourd'hui l'internat, la direction de l'école et du groupe Lémania, ainsi que plusieurs salles de classe. En 1928, ressentant la nécessité de s'adapter à des besoins nouveaux, Paul Du Pasquier crée une section commerciale.
L'école se développe régulièrement pour atteindre près d'un millier d'étudiants dans les années 1980. L'école s'est ouverte à l'international : en 1982, les 389 élèves de nationalités étrangères représentaient 52 pays différents.
En 1983, à l’occasion de son 75e anniversaire et sur proposition de son directeur Jean Du Pasquier, l’Ecole Lémania crée la Fondation Paul Du Pasquier, destinée à aider des élèves de condition modeste à poursuivre des études. 
En 2008, l'école fête son centenaire,,,
Elle propose l'internat.

## De l'Ecole Lémania au Groupe Lémania
Avec l’arrivée à la direction de Jean-Pierre Du Pasquier en 1986, un groupe d’écoles va se créer progressivement.
En 1986, ESM Ecole de Management et de Communication à Genève rejoint le groupe Lémania, qui sera ainsi actif pour la première fois au niveau universitaire. 
Dès 1987, Lémania commence à se développer en Valais, avec l’entrée dans le groupe de l’École Montani, active dans l’enseignement primaire et secondaire et dans les formations commerciales.
En 1988, c’est au tour de l’École des Buissonnets, alors à Sierre (VS),  de rejoindre le groupe. Cette école, inspirée des principes de la méthode Montessori, préparait la maturité fédérale et le baccalauréat français. La congrégation de la Sainte-Croix d’Ingenbohl resta partenaire minoritaire jusqu’en 2000. L’école comptait Corinna Bille parmi ses anciennes élèves, célèbre écrivain valaisan.
En 1990, le groupe s’enrichit du collège Pierre Viret, préparant lui aussi à la maturité suisse et au baccalauréat français. Le prix Nobel de Chimie 2017, Jacques Dubochet, y a préparé avec succès sa maturité, de même que le journaliste Jean-Pierre Richardot.
En 1997, c’est Business School Lausanne qui rejoint le groupe Lémania. Cette école, fondée dix ans auparavant, est accréditée par ACBSP depuis 1996. Elle offre des formations en gestion d’entreprise dispensées en anglais.
En 2000, l’Athenaeum, école d’architecture, d’architecture d’intérieur et de design, fondée au lendemain de la deuxième guerre mondiale par le célèbre architecte italien Alberto Sartoris, devient membre du groupe. Elle fusionnera en 2016 avec le Swiss Design Center. 
En 2007 est créée l’Ecole Bilingue de la Suisse Romande.
En 2008, l'Institut-Domi, spécialisé dans la formation à distance, rejoint le groupe.
En 2012, Montani et Les Buissonnets inaugurent un campus commun à Sion.
La dernière école à avoir rejoint le groupe en 2014 est Verbier International School.

## Accréditations, affiliations, partenariats
L'École Lémania est une société sans but lucratif, membre de l'Association vaudoise des écoles privées, de la Fédération suisse des écoles privées et de la Fédération européenne des écoles). Le Groupe Lémania compte une dizaine d'établissements, et près de 6 000 personnes par année y suivent des cours.
Elle est certifiée EduQua.

## Programmes scolaires
- Études secondaires : maturité suisse, baccalauréat français et baccalauréat international.
- Études commerciales et management
- Cours de langues (anglais et français)
- Cours d'été
- Cours du soir en formation continue (First Certificate)

## Élèves connus
- Pierre Arnold, ancien responsable de Migros
- Jean-Pierre Hocké, ancien Haut Commissaire des Nations Unies aux Réfugiés
- Jean-Luc Godard, cinéaste
- Hugues Gall, ancien directeur du Grand Théâtre de Genève, puis de l'Opéra de Paris
- Marlyse Pietri, cofondatrice des Editions Zoé à Genève
- Monique Saint-Hélier, de son vrai nom Berthe Eimann, romancière
- Jean-René Bory, historien et fondateur du Musée des Suisses à l’Etranger.
- Claudio Sulser, footballeur de l’équipe nationale et président de la commission d’éthique de la FIFA
- Sonja Haraldsen, reine de Norvège.